# أندرياس كريمر
أندرياس كريمر (و. 1963 – م) هو ممثل، وموسيقي من سويسرا . ولد في باسل .

## روابط خارجية
- اندرياس كريمر على موقع IMDb (الإنجليزية)
- اندرياس كريمر على موقع ألو سيني (الفرنسية)
- اندرياس كريمر على موقع ميوزك برينز (الإنجليزية)
- اندرياس كريمر على موقع ديسكوغز (الإنجليزية)
- اندرياس كريمر على موقع قاعدة بيانات الفيلم (الإنجليزية)